# 565 Dywizja Grenadierów Ludowych
565 Dywizja Grenadierów Ludowych (niem. 565. Volks-Grenadier-Division) – jedna z niemieckich dywizji grenadierów ludowych. 
Utworzona w sierpniu 1944 jako dywizja 32 fali mobilizacyjnej na poligonie w Milovicach. Do jej utworzenia posłużyły: Dywizja Piechoty Mähren i resztki 78 Dywizji Szturmowej. Nie została utworzona do końca, gdyż już we wrześniu tego roku przemianowano ją w 246 Dywizję Grenadierów Ludowych. Nie wiadomo, kto miał zostać dowódcą dywizji.

## Planowany skład
- 1153 pułk grenadierów
- 1154 pułk grenadierów
- 1155 pułk grenadierów
- 1565 pułk artylerii
- jednostki dywizyjne o numerze 1565